# 議政府市庁駅
議政府市庁駅（ウィジョンブシチョンえき）は、大韓民国京畿道議政府市議政府洞にある議政府軽電鉄の駅である。駅番号は(U114)。議政府軽電鉄の構内では市庁駅とのみ案内されている。

## 駅構造
相対式ホーム2面2線を有する高架駅。　

### のりば
| 上り | ● | 鉢谷・回竜・軽電鉄議政府方面     |
| 下り | ● | 東梧・京畿道庁北部庁舎・塔石方面 |

## 駅周辺
- 平和の広場
- 議政府市庁
- 議政府消防署
- 直洞テーマ公園

## 歴史
- 2012年7月1日 - 議政府軽電鉄が開業。

## 隣の駅
議政府軽電鉄
●議政府軽電鉄　
軽電鉄議政府駅 (U113) - 議政府市庁駅 (U114) - 興宣駅 (U115)